# Vox in Rama
Vox in Rama (lat.: ‚Eine Stimme in Rama‘) ist ein Schreiben Papst Gregors IX. über eine neue Ketzergruppe in Deutschland, das in seinem Register in vier Ausfertigungen überliefert ist. Am 11. Juni 1233 wurden die Briefe an Kaiser Friedrich II. und seinen Sohn, König Heinrich, expediert, am 13. Juni 1233 folgte die Mitteilung an Erzbischof Siegfried III. von Eppstein von Mainz, an Bischof Konrad II. von Hildesheim und an Konrad von Marburg, am Tage darauf diejenige an die Bischöfe der Kirchenprovinz Mainz.

## Inhalt
Gedacht war das Schreiben als Informationsblatt über eine angeblich in Deutschland neu aufgetauchte Häresie von Luziferianern (siehe: Teufelsanbetung). Seine Informationen bezog der Papst in erster Linie von dem Inquisitor Konrad von Marburg.
Textauszug: Wie wir nun dem uns überreichten Schreiben  entnahmen – dies war voll tiefer Trauer und nicht frei von unermesslichem Schmerz – ist unter den verschiedenen Formen der Irrlehren, die Deutschland durch das Ausmaß ihrer Sünden vergiften, eine weitere – sowohl scheußlicher als die übrigen, als auch weiter verbreitet als die anderen – die sowohl diejenigen, die darüber berichten, als auch jene, die davon erfahren, mit Entsetzen erfüllt, in den Kreisen der edlen und sehr vermögenden Glieder der Kirche ausgebrochen… (Übersetzung nach Hergemöller, S. 32–39)
In weiterer Folge werden in Vox in Rama in schillernden Details die verwerflichen Riten dieser Sekte hervorgehoben: Beim Neueintritt in die Sekte hätten Neulinge eine Kröte entweder auf das Hinterteil oder auf das Maul zu küssen, ein blasser Mann würde danach erscheinen und den Anwärter ebenfalls küssen, worauf dieser Eiseskälte verspüre und sogleich jede Erinnerung an den katholischen Glauben verschwinde. Von einer Säule würde daraufhin rückwärts ein schwarzer Kater steigen. Auch dieser wird von allen Anwesenden auf das Hinterteil geküsst (osculum infame). Danach würden die Lichter gelöscht und die Anwesenden gäben sich der gemeinsamen Unzucht hin. Zwar würden diese Ketzer die Kirche besuchen, jedoch die empfangene Hostie sogleich im Mund nach Hause bringen, um sie in den Abtritt zu spucken.

## Text
- Vox in Rama. Text der vier Ausfertigungen in: Epistolae saeculi XIII e regestis pontificum Romanorum selectae. Teil 1. Herausgegeben von Karl Rodenberg. Berlin 1883, S. 432–435 (Monumenta Germaniae Historica, Digitalisat)